# Taman (Paiton)
Taman is een bestuurslaag in het regentschap Probolinggo van de provincie Oost-Java, Indonesië. Taman telt 2166 inwoners (volkstelling 2010).